# Pseudanthias conspicuus
Pseudanthias conspicuus är en fiskart som först beskrevs av Heemstra, 1973.  Pseudanthias conspicuus ingår i släktet Pseudanthias och familjen havsabborrfiskar. Inga underarter finns listade i Catalogue of Life.